# 김인배
김인배(1937년 2월 1일 ~ )는 대한민국의 성우이다. 1961년 KBS에 입사했으며, 현재는 KBS 5기이다. 한국방송 성우극회 소속.
1980년대 후반 하와이로 이민가서 현재는 성우를 그만 두었다.

## 주요 출연작품

### 애니메이션
- 빨간 머리 앤 (KBS) - 매튜 커스버트
- 집없는소년 (KBS) - 비탈리스 할아버지
- 꼬마기사 (TBC) - 왕

### 영화
- 사랑은 소리높이 (KBS) - 페트라키스 (시드 캐서)
- 최후의 외인부대 (KBS) - 마르노 (막스 폰 시도우)
- 리스본 특급 (KBS)
- 마담 X (KBS) - 댄 (버제스 메러디스)
- 수용소 군도 굴락 (KBS)
- 석양의 무법자 (KBS)
- 로키 (KBS) - 미키 (버제스 메러디스)
- 닥터 지바고 (KBS)